# Victor Luntz

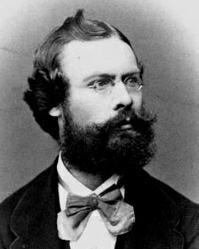
Victor Luntz

Victor Luntz (* 8. März 1840 Ybbs an der Donau, Niederösterreich; † 12. Oktober 1903 Wien) war ein österreichischer Architekt und Hochschullehrer in Wien.

## Leben
Luntz war nach seinem Studium an der Technischen Hochschule Wien an der Wiener Kunstakademie Mitarbeiter der Schöpfer der Wiener Staatsoper an der Ringstraße, August Sicard von Sicardsburg und Eduard van der Nüll; später arbeitete er im Atelier Friedrich von Schmidts an der Erbauung des neuen Wiener Rathauses mit. 1862 wurde er mit dem Gundel-Preis ausgezeichnet.
1874 heiratete er Auguste Felicitas Wielemans von Monteforte, Schwester des Justizpalast-Architekten Alexander Wielemans von Monteforte, der damals auch in Schmidts Atelier arbeitete. 1885 wurde Luntz Nachfolger von Heinrich von Ferstel an dessen Lehrkanzel an der Technischen Hochschule. Von 1892 bis zu seinem Tod war er Professor und Leiter einer Spezialschule für Architektur an der Akademie der bildenden Künste Wien.

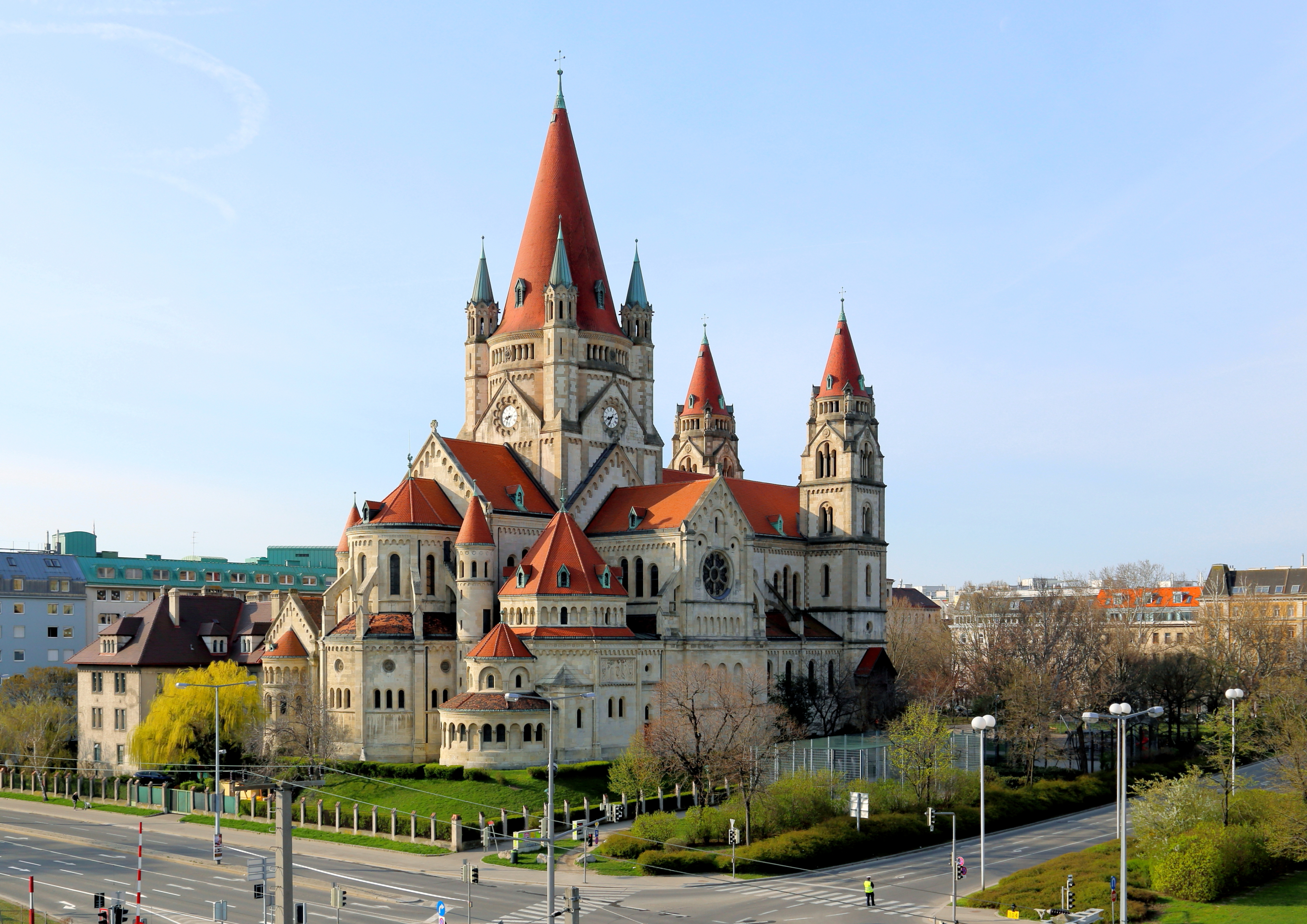
Franz-von-Assisi-Kirche

Nicht mit ähnlich prominenten Aufträgen betraut wie die genannten Architekten in seinem Umfeld, konnte Luntz im Fin de siècle die Franz-von-Assisi-Kirche an der Donau gestalten, die ihrer Monumentalität wegen bis heute einen wichtigen Teil der Skyline Wiens an der Donau bildet. Auf seiner Werkliste stehen weitere Kirchenbauten in Wien und umfassende Restaurierungs- und Ausbauarbeiten an den gotischen Sakralbauten Maria am Gestade und Minoritenkirche im Stadtzentrum.
Victor Luntz wohnte in der Josefstadt, dem 8. Wiener Gemeindebezirk, im Haus Florianigasse 39. Sein Grab war ursprünglich auf dem Sankt Marxer Friedhof und wurde später auf den Wiener Zentralfriedhof (Gruppe 33E, Reihe 10, Grab 12) umgebettet.
Im Jahr 1920 wurde in Wien-Brigittenau (20. Bezirk) die Luntzgasse nach ihm benannt.

## Ehrungen und Auszeichnungen
- Franz-Joseph-Orden
- Orden der Eisernen Krone III. Klasse
- Orden der Rumänischen Krone